# Caristianus pallifrons
Caristianus pallifrons är en insektsart som beskrevs av Dlabola 1957. Caristianus pallifrons ingår i släktet Caristianus och familjen vedstritar. Inga underarter finns listade i Catalogue of Life.